# João Cezimbra Jacques
João Cezimbra Jacques (Santa María, Río Grande del Sur, 13 de noviembre de 1848 - Río de Janeiro, 28 de julio de 1922) fue un folclorista, escritor y militar brasileño, precursor del Movimiento Tradicionalista Gaúcho.

## Biografía
Militar de caballería, fue voluntario en la Guerra de la Triple Alianza a los dieciocho años, en 1867, sirviendo en el 2.º Regimiento de Caballería. Permaneció en Paraguay durante tres años y recibió condecoraciones de Uruguay, Argentina y Brasil. Su padre también participó de la guerra, donde falleció. En 1895 João Cezimbra Jacques comandaba el tercer Escuadrón del tercer Regimiento de Caballería. Fue maestro de la Escuela Preparatoria de Río Pardo e instructor del Curso de Armas de la Escuela Militar de Río Grande del Sur, en Porto Alegre. En 1901 pasó a la reserva con el grado de mayor.
Fue un estudioso de la historia, la geografía y los usos y costumbres de Río Grande del Sur. Investigó y registró la música, poesía, danzas populares, creencias y supersticiones, aspectos lúdicos, cocina, vestimenta y otros aspectos del hombre de campo. Su obra es pionera y fundamental en el estudio y sistematización de la cultura y tradiciones gaúchas.
Como indigenista, fue un activo defensor de los derechos de los pueblos aborígenes entonces existentes en Río Grande del Sur, con quienes se comunicaba en guaraní y en caigangue. De filosofía positivista y seguidor de la obra de Augusto Comte, reflejó sus ideas en varios ensayos sobre política, legislación social y cuestiones regionales.
Pionero en varias áreas, participó de la creación de la Academia Riograndense de Letras en 1901 y fue uno de los fundadores del Partido Republicano Riograndense en 1880.
El 22 de mayo de 1898 fundó el Grêmio Gaúcho de Porto Alegre, club de inspiración militar cuyo objetivo principal era exaltar las tradiciones gaúchas, siendo por eso considerado el precursor del Movimiento Tradicionalista Gaúcho.
Su madre, esposa e hijos fallecieron de tuberculosis, enfermedad que también causó la muerte de Cezimbra Jacques en 1922, a los 73 años.

## Obras
- Ensaio sobre os costumes do Rio Grande do Sul (1883)
- Assuntos do Rio Grande do Sul (1911)
- Frases e vocábulos de Aba-Neega Guarani
- Meditações
- Notas sobre os silvícolas
- Assuntos sociais
- Assuntos do RS
- O Parlamentarismo e o Presidencialismo
- O Presidencialismo puro: novos ideais políticos
- O aspirante a oficial Alberto Jacques
- O Direito na Sociologia
- A proteção ao Operariado na República
- Imagens do Meu Rio Grande
- O Gaúcho no Panorama Brasileiro